# Toni Morosani
Anton Morosani, detto Toni (Davos, 20 giugno 1907 – Davos, 8 giugno 1993), è stato un hockeista su ghiaccio svizzero.

## Palmarès

### Olimpiadi invernali
- Bronzo a Sankt Moritz 1928 nell'hockey su ghiaccio.